# Municipio de General Plutarco Elías Calles
El Municipio de General Plutarco Elías Calles es uno de los setenta y dos municipios que conforman el estado mexicano de Sonora. Está localizado en el extremo noroeste de la entidad, en el corazón del Desierto de Sonora y en la Frontera con Estados Unidos. Su cabecera municipal y ciudad más poblada es Sonoyta.

## Geografía
El municipio de General Plutarco Elías Calles tiene una extensión territorial de 4,121.15 km², limita al norte con el estado de Arizona, Estados Unidos, en particular con los condados de Pima y Yuma, al oeste y sur con el Municipio de Puerto Peñasco y el este con el Municipio de Caborca.

### Orografía e hidrografía
La mayor parte de su territorio es plana, aunque en ella se encuentran varios conos volcánicos, entre ellos el Volcán El Pinacate, que constituyen la Reserva de la Biosfera El Pinacate y Gran Desierto de Altar, ubicada en el extremo sur de los límites del municipio y que se extiende hacia el vecino de Puerto Peñasco donde se encuentra sus elevaciones máximas.
La principal corriente fluvial del municipio es el río Sonoyta que corre casi paralelo a la Frontera entre Estados Unidos y México pasando por la cabecera municipal de la que recibe su nombre y luego tuerce hacia el sur, internándose en Puerto Peñasco y finalmente desagua en el Golfo de California, existen además algunos otros afluentes del Sonoyta, como el río Guadalupe que cruza el sureste del municipio. Todo el territorio municipal forma parte de la Cuenca Desierto de Altar-Río Bámori de la Región hidrológica Sonora Norte.

### Clima y ecosistemas
El municipio de General Plutarco Elías Calles se encuentra ubicado en una de las zonas más secas y calurosas de México, el Desierto de Altar, parte del gran Desierto de Sonora, es por ello que su clima es extremoso, todo el territorio registra un clima clasificado como Muy seco semicálido; la temperatura media anual se registra en un rango de 20 a 22 °C; y la Precipitación Promedio Anual se divide en tres regiones sucesivas en sentido este-oeste, la más oriental tiene un promedio entre 200 y , la central tiene un promedio entre 100 y finalmente la más occidental su promedio es inferior a las , el más bajo en México.
En prácticamente todo el municipio el tipo de vegetación dominante es el matorral, destacando las cactáceas, y siendo simbólico de la región el sahuaro, planta que llega a alcanzar alturas importantes, en algunas regiones el suroeste y sur del municipio el clima llega a ser tan riguroso que no existe prácticamente vegetación, siendo pracitamente desierto de arena.

## Demografía
Según el conteo de población y vivienda realizado en 2005 por el INEGI, General Plutarco Elías Calles tiene una población total de 12,416 habitantes, de los cuales 6,378 son hombres y 6,038 mujeres; su población masculina por tanto es de un 51.4%, el 34.5% de la población es menor de 15 años de edad y el 59.7% de la población se encuentra entre los 64 y los 15 años de edad, la población es fundamentalmente urbana, el 81.0% vive en localidades de más de 2,500 habitantes y su población indígena es muy baja, solo el 1.2% de la población y de 5 años y más es hablante de alguna lengua indígena.
| Evolución demográfica del municipio de General Plutarco Elías Calles |       |        |        |        |
|                                                                      |       |        |        |        |
| Año                                                                  | 1990  | 1995   | 2000   | 2005   |
| Población                                                            | 9,728 | 10,322 | 11,278 | 12,416 |

Con anterioridad a 1990 no existen datos específicos de la población del municipio de General Plutarco Elías Calles debido a que no existía como entidad autónoma, sino que era parte del municipio de Puerto Peñasco.

### Grupos étnicos
La población indígena de General Plutarco Elías Calles, es sumamente baja, únicamente el 1.2% de la población mayor de 5 años habla una lengua indígena, esto nos da un total de 129 personas, que son 89 hombres y 40 mujeres, del total, 120 son hablantes de español y 9 no especifican si son bilingües o no. La lengua indígena más hablada es el pápago, con un total de 31 hablantes, sin embargo, 33 personas no especifican cual lengua indígena hablan, mientras que la siguen con mayor cantidad de hablantes el mayo con 21 hablantes.
La principal etnia que habita en el municipio son los tohono o'otham, más comúnmente conocidos como pápagos, aunque este término es considerado despectivo por ellos mismos, los tohono o'otham son una de las comunidades indígenas más pequeñas en México, habitan en todo el noroeste de Sonora, estando sus mayores concentraciones en los vecinos municipios de Caborca, Puerto Peñasco, Altar y Sáric, además del estado de Arizona en los Estados Unidos donde habitan en varias reservas.

### Localidades
El municipio tiene un total de 99 localidades. Las principales localidades y su población son las siguientes:
| Localidad !           | Población |
| Total Municipio       | 12,416    |
| Sonoyta               | 10,061    |
| El Desierto de Sonora | 946       |
| La Nariz              | 223       |
| Adolfo López Mateos   | 207       |

## Política
El gobierno del municipio le corresponde al Ayuntamiento, que está conformado por el presidente municipal, un síndico y cinco regidores, tres de mayoría relativa y dos de representación proporcional. Son electos para un periodo de tres años no reelegibles de forma consecutiva pero si de forma no continua, el ayuntamiento comienza a ejercer su cargo el día 16 de septiembre del año de su elección.
El territorio del hoy municipio fue inicialmente parte del de Caborca, del cual fue separado el 9 de julio de 1952 al crearse el Municipio de Puerto Peñasco, finalmente en 1989 fue creado como municipio propio, separándose de Puerto Peñasco.

### Representación legislativa
Para la elección de diputados locales al Congreso de Sonora y de diputados federales a la Cámara de Diputados de México el municipio de General Plutarco Elías Calles se encuentra integrado en los siguientes municipios:
Local:
- III Distrito Electoral Local de Sonora con cabecera en Heroica Caborca

### Diputados locales
- (2009): Yolanda Pérez Ortiz

Federal:
- I Distrito Electoral Federal de Sonora con cabecera en San Luis Río Colorado.[16]

### Presidentes municipales
- (1989 - 1991):  Mario Morúa Jonhson
- (1991):  Juan Andrade Nequiz
- (1991 - 1993): Rafael Cota Amao
- (1993 - 1994):  Armando Luis Celaya Duarte
- (1994 - 1997):  Mario Salcido Luján
- (1997 - 2000):  José Humberto Parra Aranzubia
- (2000 - 2003):  Octavio Celaya Ortiz
- (2003 - 2006):  Ricardo Humberto Vázquez Morales
- (2006 - 2009):  Raúl Martiniano Contreras García
- (2009 - 2012):  Agustín Quiroz Murieta
- (2012 - 2015):  Julio César Ramírez Vásquez
- (2015 - 2018):  Heriberto Serrano Campos
- (2018 - 2021):  José Ramos Arzate
- (2021 - 2024):  Luis Enrique Valdez Reyes